# Volkswagen Safari
El Volkswagen Safari, denominación oficial para América Latina e Indonesia Volkswagen Tipo 181, popularmente conocido también en Alemania como el Kurierwagen (auto de mensajería), en el Reino Unido como Trekker, en Estados Unidos como The thing, y en México como Safari, es un pequeño vehículo militar producido por Volkswagen desde 1968 hasta 1980, aunque la comercialización de los autos para uso civil fue suspendida en 1980. Se basa en parte en el Volkswagen Sedán y base plataforma del Volkswagen Karmann Ghia tipo 14 y ciertas partes del Volkswagen Transporter (tipo 2) de la época, en los modelos 1968 hasta 1973, y estuvo inspirado en el Kübelwagen, que había sido utilizado por el ejército alemán durante la Segunda Guerra Mundial. El nombre significa literalmente «coche de mensajería».

## Historia
Durante la década de los 60, varios gobiernos europeos comenzaron a  cooperar en el desarrollo de un vehículo conocido como el «Europa Jeep», un vehículo de peso ligero, anfibio con tracción en las cuatro ruedas que pudiera ser producido masivamente para el uso de organizaciones gubernamentales y militares. El desarrollo del vehículo tomó mucho tiempo, sin embargo, el gobierno alemán necesitaba un número limitado de un vehículo de transporte de bajo coste y duradero que pudiera cumplir con sus necesidades básicas, mientras que el Europa Jeep se estaba desarrollando y se tenía previsto el inicio de su producción.
Aunque a Volkswagen le había sido planteado durante la década de los 50 el desarrollo de un vehículo similar, y posteriormente había aprobado la propuesta, en ese entonces la actual gestión de la empresa revisó el proyecto al tiempo que vislumbró a los compradores potenciales de un vehículo de tales características; los clientes mexicanos que demandaban un auto más resistente y más adecuado para los caminos rurales que el Volkswagen Sedán, que estaba dando excelentes resultados en las ventas en México, y la popularidad del Baja Bug, que no era otra cosa que un Volkswagen Sedán adaptado para correr en las dunas que hay en Estados Unidos y Baja California, en México. Tales situaciones hicieron pensar a los ejecutivos en un automóvil duradero, divertido, para todo tipo de terreno, que se convirtiera en un producto atractivo para muchos compradores. Volkswagen podría mantener los costos al mínimo y, por tanto, maximizar la rentabilidad mediante el uso de las partes comunes. Adicionalmente a esto, el ejército alemán se enfrentó al cese de la producción del DKW Munga que ocurrió en 1968.
Al igual que sucedió en la Segunda Guerra Mundial con el Kübelwagen (tipo 82), el tipo 181 fue concebido para utilizar un motor trasero al igual que una plataforma derivada de la del tipo 1. El chasís es el mismo que el del Karmann Ghia (tipo 14), que a su vez se basó en el Volkswagen Sedán, la transmisión y el eje trasero se tomaron de la primera generación de la Volkswagen Combi (tipo 2) con ligeras modificaciones. El motor que se utilizó es el 4 cil. Bóxer enfriado por aire 1.5 L de 44 CV, el sistema de dirección y el tanque de gasolina fueron tomados del Volkswagen Sedán (Tipo 1). Todo esto dio como resultado un auto que aunque era más capaz de trepar por pendientes pronunciadas, tenía un consumo moderado de combustible. Su sistema de frenos está compuesto por cuatro frenos de tambor. Se eligió una capota de lona de PVC para proteger el habitáculo de las inclemencias del tiempo. Al frente del habitáculo existen dos asientos de butaca tapizados en vinilo, mientras que se optó por una banca corrida para la segunda fila, o bien hubo versiones sin ella en aras de obtener una mayor área de carga.

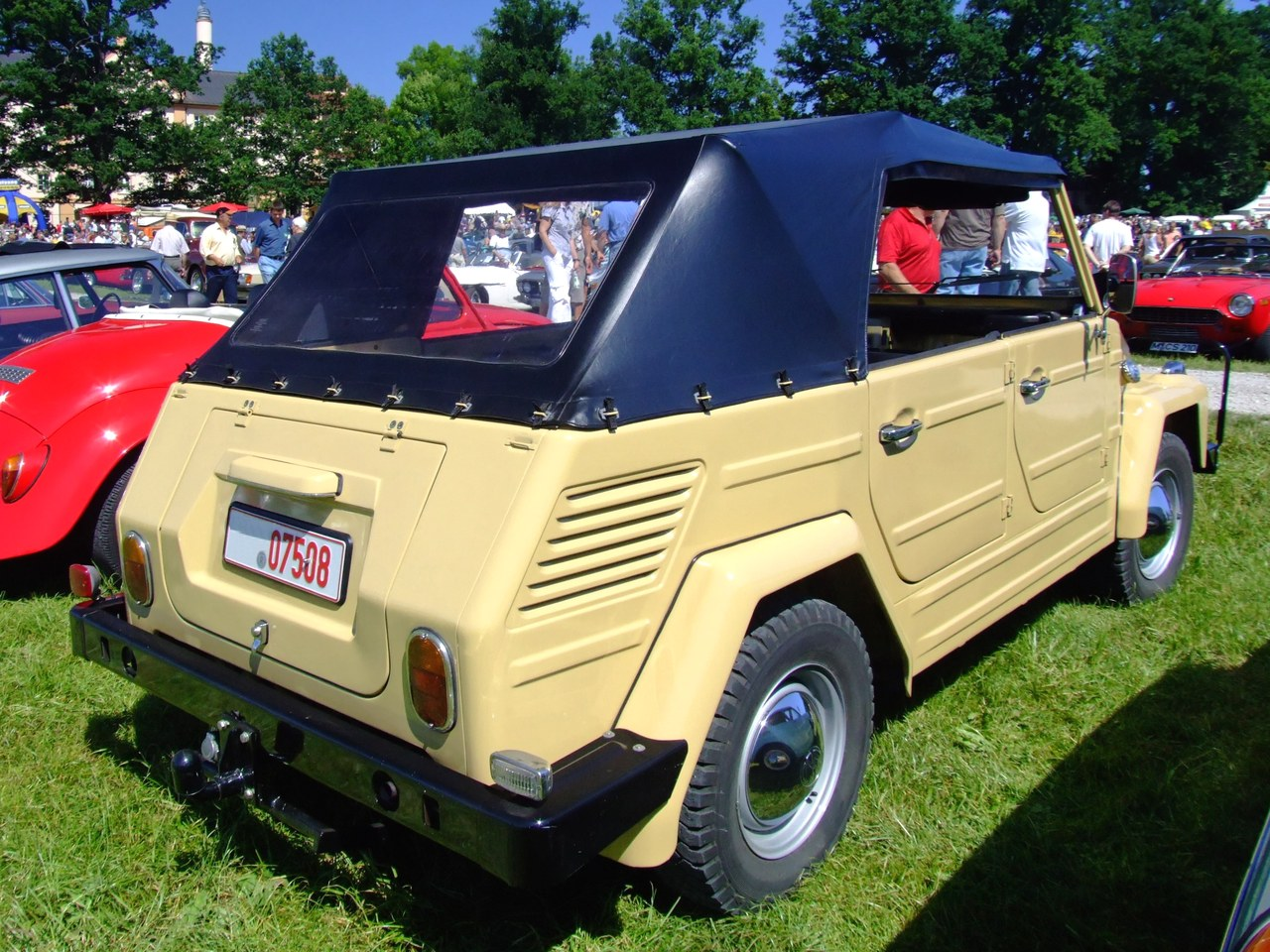
Volkswagen Tipo 181 Europeo pre 1973

En septiembre de 1969, en el marco del Salón del Automóvil de Frankfurt fue la presentación del Volkswagen tipo 181, que no negó ser una versión actualizada, ligeramente más grande y ligeramente más pesado que el Kübelwagen de este año solo se produjeron 16 vehículos y de los cuales solo sobrevive uno en Holanda, los demás se presume fueron destruidos ya que fueron después de su presentación fueron dados de alta en el ejército de la Bundeswehr. A finales de 1970, un año después de su lanzamiento, su motor cambia por uno de 1.6 L, aunque se conserva la misma potencia de 44 CV, sin embargo, este es más apto para gasolinas de baja calidad. Igualmente, las relaciones de la caja de velocidades son un poco más largas lo que permite aumentar su velocidad máxima de 110 a 115 km/h. En ese mismo año comienza la producción en México, con partes importadas desde Alemania. Las ventas del Safari para uso civil comenzaron en Europa y en México en el año modelo 1971, y en los Estados Unidos en 1972. A partir del segundo semestre de 1970, el Safari se fabrica en México con partes suministradas localmente. En 1973, se introducen cambios en la versión europea, cuyo motor ahora desarrollaba 48 CV, las barras de torsión de la suspensión fueron sustituidas por resortes helicoidales provenientes de los Volkswagen Sedán 1302 y 1303, incluso los neumáticos cambiaron de dimensiones pasando de 165 R 15 a 185 R 14. El precio de este modelo se situó entre los del Volkswagen Sedán y el del Karmann Ghia, situándose en 8,500 DM. para las versiones austeras, mientras que el diferencial bloqueable costaba unos 450 DM. extra. El Ejército alemán ordenó a 15.275 unidades „Pkw 0,4 t tmil 4×2“ (automóvil, 0,4 toneladas de carga útil, parcialmente militarizado, 4 ruedas, 2 de ellas motrices). Estos vehículos se entregaron entre 1969 y finales de 1979. Principalmente su utilizó como un vehículo patrulla de vigilancia fronteriza.
La producción del Safari comenzó con 16 ejemplares de 1968 en la fábrica principal de Wolfsburg. Hasta 1974 fueron 57.574 unidades producidas. Luego pasó a la producción a la planta de vehículos comerciales en Hannover. En esta planta, hasta 1975 un total de 10,629 vehículos fueron producidos. De ahí la fabricación nacional pasó a Emden con 2.323 unidades (producción final de 1978). 
Este modelo fue descontinuado de la gama estadounidense en 1975, al no cumplir con las nuevas normas de seguridad, cada vez más estrictas. Cabe destacar que el Volkswagen Safari fue reclasificado como un vehículo de pasajeros, y, por tanto, sujeto a dichas normas de seguridad, no como una camioneta como es el caso del actual Chrysler PT Cruiser. La Norma DOT de intrusión a través del parabrisas de 1975 obligó a los fabricantes a aumentar la distancia mínima entre el asiento delantero y el cristal del parabrisas. Este cambio fue decretado posteriormente a la respuesta por parte de los fabricantes de construir autos más pequeños debido a la primera crisis de combustible ya que aumentó el índice de los pasajeros que atravesaban el parabrisas en impactos a velocidad moderada. Sin embargo, a pesar de la prohibición de los Estados Unidos (que impactaron sus cifras de ventas) continua la producción en México. En 1980, solamente 695 unidades salieron de las líneas de producción en Puebla. En la última planta de montaje del 181 se alcanzó la producción total de 64,254 unidades. En el período de 1968 a 1980 fueron producidas 140,768 unidades, por lo que Volkswagen superó sus propias expectativas. Entre 1968 y 1979, más de 50 mil unidades del Tipo 181 se entregaron a las fuerzas de la OTAN. 

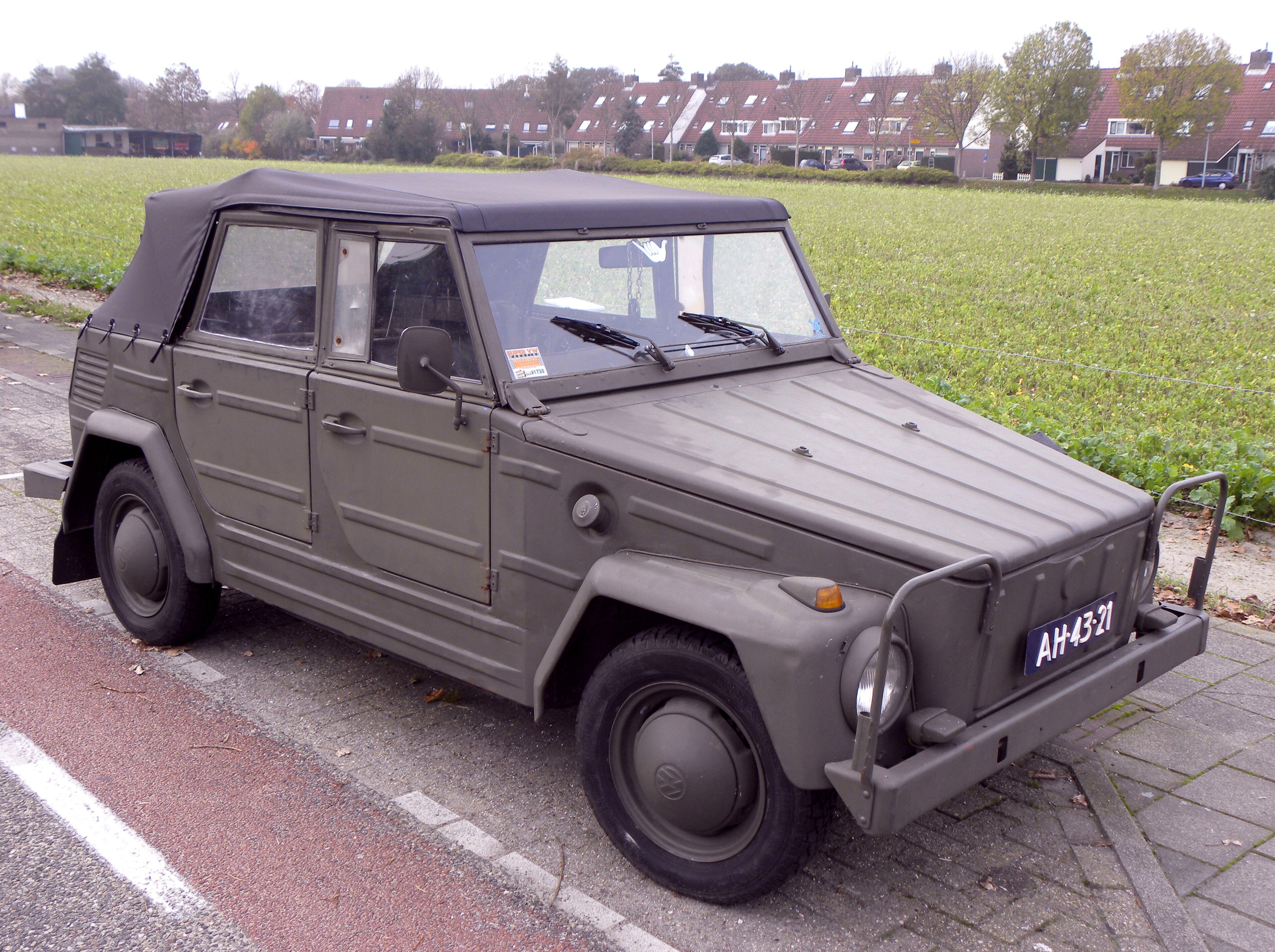
Volkswagen tipo 181 Kurierwagen militar
Nótesen accesorios como quita arbustos y luces de convoy.

En 1979, el proyecto del Jeep Europa, que había sido un sueño de la OTAN por tener un vehículo patrulla militar homogéneo para dicho continente, cayó completamente en el olvido y fue abandonado, y el gobierno alemán comenzó a complementar sus pedidos del tipo 181 con el nuevo Volkswagen Iltis (tipo 183) con motor frontal, que incluyó un sistema de tracción en las cuatro ruedas sobre la base de un DKW Munga.
A pesar de la decisión del gobierno alemán de cambiar al tipo 181 por el tipo 183, las ventas de las versiones civiles del Volkswagen Safari para Europa y México continuaron hasta 1980, y varias organizaciones gubernamentales y militares, incluida la OTAN, continuaron comprando la variante con especificaciones de uso militar hasta 1983, por su fiabilidad y bajos costos de mantenimiento (información jamás comprobada).
Se produjeron en total 90,883 unidades (70,519 en Alemania Federal, 20,364 en México) del Volkswagen Tipo 181.

## Variantes

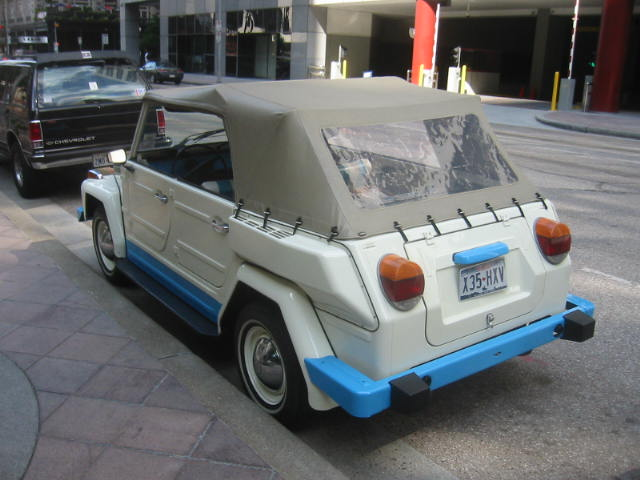
Volkswagen Safari «Acapulco» (Tipo 181) 1974 mexicano

Varias versiones específicas para ciertas regiones del Volkswagen Safari se fabricaron durante su periodo de producción, incluida un Safari Acapulco, originalmente diseñado para el Hotel Las Brisas de Acapulco. Presentaba un esquema específico de pintura exterior y vestiduras, así como un toldo tipo Surrey como características distintivas. El Safari Acapulco se distingue por su patrón de pintura de doble tono a rayas y existen en blanco y naranja, amarillo y blanco, verde y blanco, y azul y blanco.
El tipo 182 es la designación para el tipo 181 con volante a la derecha. 
México comenzó su producción en el año 1970, donde es exportado al mercado estadounidense como The Thing a partir de 1973.

## Popularidad actual
El Safari se ha convertido en un automóvil de culto, debido en gran medida a su estilo angular, que no deja ninguna cuestión en cuanto a su finalidad estrictamente utilitaria. Las puertas son desmontables sin necesidad alguna de herramientas, y el parabrisas abatible, similar al de un Jeep. El interior es una perfecta ilustración de la forma sigue a la función, sus paneles de acero pintado, y la banca trasera abatible le dan un aire indudablemente posmoderno, industrial, que se puede considerar como chic. El Volkswagen Safari se ha visto en los episodios de Los Simpson con Patty y Selma, en la introducción de la película de 1992 para la televisión  «Revenge of the Nerds III: The Next Generation», y en el episodio de «That's So Raven» titulado «Driving Miss Lazy» en su cuarta temporada. También, en la película 50 First Dates (Como si fuera la primera vez en Hispanoamérica o 50 primeras citas en España), Lucy Whitmore (interpretada por Drew Barrymore) conduce un Safari amarillo. En México, en la serie mexicana de comedia El Chavo durante los episodios donde los personajes están de vacaciones en Acapulco, el Señor Barriga maneja este automóvil. En el mismo caso se encuentran las películas de Chespirito, El Chanfle, y El Chanfle 2, el protagonista igualmente maneja un Safari. Adicionalmente, el personaje Vicente Chambón de la serie La Chicharra, y posteriormente, la sección del mismo nombre del programa semanal Chespirito, maneja igualmente un Safari.
En el periodo del 2000 en adelante se ha convertido el safari una cuestión de culto y se han vuelto muy populares por clubes de vw de todo el mundo https://www.facebook.com/type181/, todos esto con la intención de modificarlos o simplemente revivir sus mejores años, en distintas clases como Puristas, (totalmente de época con accesorios de su periodo), custom slammed, (con suspensión recortada), y tipo baja para competencias en carreras off road. Lo que si es que se ha vuelto una demanda por piezas de estos vehículos para sus restauraciones.
Actualmente su precio en los Estados Unidos van desde US$3,000 por unidades que requieran de restauración hasta más de US$30,000 para ejemplares en excelente estado de conservación. A principios de 2007 cuatro unidades del Volkswagen Safari se vendieron en la auto-subasta de Barrett-Jackson en más de US$20,000 cada una, entre ellos, una unidad de 1973 por US$42,560.